# Втрачені пам'ятки Тернополя
За час існування Тернопіль багато разів зазнавав руйнації і багато пам'яток та будівель не дійшли до нашого часу.

## Культові споруди
| Назва                                              | Розташування                                                                                      | Дата будівництва | Дата руйнування | Опис | Фото                          |
| -------------------------------------------------- | ------------------------------------------------------------------------------------------------- | ---------------- | --------------- | --- | ----------------------------- |
| Велика (Стара) синагога                            | вул. Паращука, 2 (вище музичного училища, на місці котельні)                                      | 1662 – 1668      | 1944            | Юдейська молитовна будівля на Подолі, сильно постраждала в роки Другої Світової війни, після чого руїни були знесені. |                               |
| Парафіяльний костел Матері Божої Неустанної Помочі | бульвар Т. Шевченка, 12 (на місці сучасного ЦУМу)                                                 | 1904 – 1908      | 1954            | Римо-католицький храм в центрі міста, зруйнований радянською владою, на його місці спорудили універмаг. |                               |
| Єзуїтський костел                                  | вул. Опільського, 1 (на місці недіючої швейної фабрики)                                           | 1899 – 1901      | 1945            | Римо-католицька культова споруда міста Тернополя. Після Другої світової війни вежу і дзвіницю знесли, в будівлі розмістили Тернопільську швейну фабрику, якої нині також уже не існує, а наразі в ній діє фірмовий магазин одягу «Галія». |                               |
| Нова синагога (Темпель)                            | колишня вул. Перля між сучасними вул. Замковою та Йосипа Сліпого (позаду корпусу Медуніверситету) | 1819             | 1944            | Реформістська синагога, відкрита Йозефом Перлем, з великою бібліотекою. Сильно зруйнована в роки Другої Світової війни, остаточно знесена при реконструкції центральної частини міста.                                                    | Нова синагога на правому фото |
| Костел св. Івана Хрестителя                        | знаходився навпроти Надставної церкви на південній стороні вул. Руської                           | 1550             | 1675            | Перший римо-католицький дерев'яний костел (стара фара костельна), спалений при турецькому нападі на місто. |                               |
| Костел Різдва Пресвятої Діви Марії                 | в районі сучасної вулиці Старий Ринок                                                             | 1623             | 1784            | Парафіяльний костел (нова фара костельна), ще не будучи повністю добудованим, почав давати тріщини і був розібраний через гостро аварійний стан.                                                                                          |                               |

## Адміністративні, культурні та освітні будівлі
| Назва                                          | Розташування                                                    | Дата будівництва | Дата руйнування | Опис | Фото                         |
| ---------------------------------------------- | --------------------------------------------------------------- | ---------------- | --------------- | --- | ---------------------------- |
| Ратуша (Магістрат)                             | вул. Чорновола (на місці скверу і пам'ятника О. Пушкіну)        | 1872             | 1944            | Слугувала для засідань магістрату з 1872 р., до цього в будинку діяла кінна пошта. Вежа на ратуші слугувала також пожежним оглядовим постом. Зруйнована під час боїв за Тернопіль у 1944. |                              |
| Новий замок                                    | вул. Замкова (на місці правого крила готелю «Тернопіль»)        | бл. 1809         | 1944            | Кам'яниця, осередок культурного життя міста з театральною залою на 300 місць. | Новий замок з правої сторони |
| Перша гімназія                                 | вул. Гетьмана Сагайдачного (на місці пам'ятника І. Франку)      | 1849             | 1944            | Середній навчальний заклад у місті Тернополі, за час існування кілька разів змінювала назву та мову навчання.                                                                             |                              |
| Українська гімназія                            | вул. Камінна                                                    | 1903             | 1944            | Середній навчальний заклад з українською мовою навчання, будівля гімназії зруйнована під час боїв за Тернопіль у 1944 р.                                                                  |                              |
| Полковниківка (комендатура, полковничі палати) | майдан Волі (на місці житлового будинку по вул. Листопадова, 1) | бл. 1810 – 1815  | 1944            | Урядовий будинок, збудований за часів влади Росії, служив осідком для керівництва військових одиниць. Тут також розміщувалось управління Тернопільської округи.                           |                              |

## Палаци
| Назва              | Розташування                                    | Дата будівництва   | Дата руйнування | Опис | Фото |
| ------------------ | ----------------------------------------------- | ------------------ | --------------- | --- | ---- |
| Палац Ґаллів       | Парк Загребелля (на пагорбі біля телевежі)      | друга пол. XIX ст. | 1918            | Маєток родини Ґаллів на Кутковецькій горі |      |
| Палац Кросновських | пагорб між вул. Дружби та вул. Назарія Яремчука | перша пол. XIX ст. | 1950-1960-ті    | Збудований Мартином-Вінсентієм Кросновським на правому березі річки Серет на пагорбі, що височить над річковою долиною. Зруйнований наприкінці 1940-х рр. або в 1950—1960 рр. |      |

## Перебудовані та відбудовані споруди
| Назва               | Розташування               | Дата будівництва                                | Дата руйнування | Дата перебудови           | Опис | Фото |
| ------------------- | -------------------------- | ----------------------------------------------- | --------------- | ------------------------- | --- | ---- |
| Монастирська церква | вул. Князя Острозького, 55 | 1636 (дерев'яна) 1836 (мурована)                | 1962            | 1991 (заново відбудовано) | Греко-католицький храм на Микулинецькому передмісті. Був зруйнований більшовиками у 1962, відбудований заново у 1991 р. у дещо модернізованому вигляді                  |      |
| Залізничний вокзал  | Привокзальний майдан, 1    | 1870 (перший вокзал) 1903 – 1906 (новий вокзал) | 1944            | 1952                      | Двірець головної залізничної станції у середмісті Тернополя. Зазнавав масштабних руйнувань у часи обох світових воєн. Відбудований у зміненому вигляді у 1952 році.     |      |
| Будинок «Сокола»    | вул. Івана Франка, 8       | 1890 – 1891                                     |                 | кін. 1970-х рр.           | Будинок польського гімнастичного товариства «Сокіл». В радянські часи кардинально перебудований і втратив класицистичні риси, в ньому містився кінотеатр ім. І. Франка. |      |